# Барановская (Бекетовский сельсовет)
Барановская — деревня в Вожегодском районе Вологодской области.
Входит в состав Бекетовского сельского поселения, с точки зрения административно-территориального деления — в Бекетовский сельсовет.
Расстояние по автодороге до районного центра Вожеги — 43 км, до центра муниципального образования Бекетовской — 9 км. Ближайшие населённые пункты — Назаровская, Сурковская, Наволок.
По переписи 2002 года население — 46 человек (22 мужчины, 24 женщины). Всё население — русские.